# Desokupa
Desokupa ist ein spanisches KMU das 2016 unter dem Namen "Conciencia y Respeto 1970 SL" von Daniel Esteve gegründet wurde und sich der Vermittlung in Situationen der illegalen Hausbesetzung widmet. Sie wird von Immobilienbesitzern beauftragt, um die Räumung von besetzten Häusern durchzuführen.
Eine weitere Dienstleistung ist die Überwachung der Immobilien, sodass diese nicht erneut besetzt werden. Diese Praxis ist laut der spanischen Polizei zwar legal, jedoch können unter anderem verschiedene Aspekte des Strafgesetzbuches gebrochen werden wie die Nötigung gegen die Freiheit der Hausbesetzer. Oftmals bewegen sich die Aktionen in der Grauzone des spanischen Gesetzes.

## Arbeitsweise
Es werden mehrere Strategien abhängig von der Kooperation der Hausbesetzer angewendet dabei wird laut dem Unternehmen jedoch keine physische Gewalt angewendet.
Zuerst wird primär auf friedliche Verhandlungen mit den Hausbesetzern gesetzt. Im Falle einer nicht erfolgreich verlaufenen Verhandlung, wird mit der Zustimmung des jeweiligen Immobilienbesitzers bzw. des Auftraggebers eine Überwachung des Grundstückes oder der Immobilie eingerichtet. Zusätzlich werden Abschreckungstaktiken praktiziert, da Mitarbeiter, wie zum Beispiel ehemalige Türsteher oder Personenschützer, gezielt ausgesucht werden, um eine starke Präsenz zu erzeugen. Falls es zu Angriffen seitens der Hausbesetzer kommt, wird die Polizei zugezogen um die Situation zu entspannen oder gegebenenfalls eine tatsächliche Räumung zu erzielen.

## Kontroverse
Desokupa war in der Vergangenheit im Mittelpunkt zahlreicher Kontroversen und öffentlicher Debatten. Das Unternehmen wurde mit dem Neonazismus in Verbindung gebracht, weil es vermutet wurde, dass einige seiner Mitglieder Verbindungen zu Bewegungen in das rechtsextreme und neonazistische Milieu haben. Darüber hinaus wurde berichtet, dass Desokupas enge Verbindungen zu osteuropäischen Paramilitärs im Kampf hatten. Jedoch wurde entgegen dieser Vorwürfe keine direkten persönlichen Anklagen gegen sie erhoben.
In einem Fall, der sich am 3. September 2021 ereignete, wurde Daniel Esteve beschuldigt, eine Kampagne gegen eine junge Marokkanerin geführt und falsche Informationen verbreitet zu haben, indem er behauptete, sie habe eine 89-jährige Frau aus ihrer Wohnung vertrieben. Es stellte sich jedoch heraus, dass die ältere Dame ihre Wohnung illegal an die junge Marokkanerin untervermietet und gegen den Mietvertrag verstoßen hatte, was zu Räumungsdrohungen führte.
Das Unternehmen wurde mit mehreren Beschwerden wegen Drohungen, Einschüchterung und Körperverletzung konfrontiert, wurde aber trotz der vielen Beschwerden im Juli 2023 nur einmal wegen Verletzung von Bildrechten verurteilt. Darüber hinaus reichte der Stadtrat von Barcelona eine Beschwerde gegen Desokupa wegen "Hassverbrechen" ein, weil Esteve Nazi-Hymnen sang und faschistische Grüße in einer Demonstration machte. Außerdem soll Esteve Verbindungen zur teilweise rechtsextremen Partei Vox haben, die ihm staatliche Aufträge zur Räumung versprachen, falls sie Teil der Regierung werden sollten.
Im Juli 2023 wurde Desokupa zu einer Geldstrafe von 5899 Euro verurteilt, weil sie das Recht auf das Bild eines Hausbesetzers verletzt hatte, den sie für ihre Videos in sozialen Medien gefilmt haben.
Daniel Esteve wurde 2017 mit zwei Kollegen verhaftet, weil er gegen eine Frau während einer von ihm geleiteten Räumung physisch vorgegangen ist.